# Skryjská jezírka
Skryjská jezírka jsou dvě malá jezírka na rozhraní okresů Rokycany v Plzeňském kraji a Rakovník ve Středočeském kraji v České republice. Leží v nadmořské výšce 270 m. Jezírka jsou od sebe vzdálená jen několik metrů a každé z nich má délku přibližně 30 m, šířku 10 m a plochu asi 150 m². Přírodní rezervace Jezírka o celkové rozloze 59 ha se z větší části nachází na území Středočeského kraje (pouze západní částí zasahuje do kraje Plzeňského) a je v péči AOPK ČR – regionálního pracoviště Střední Čechy.

## Vznik

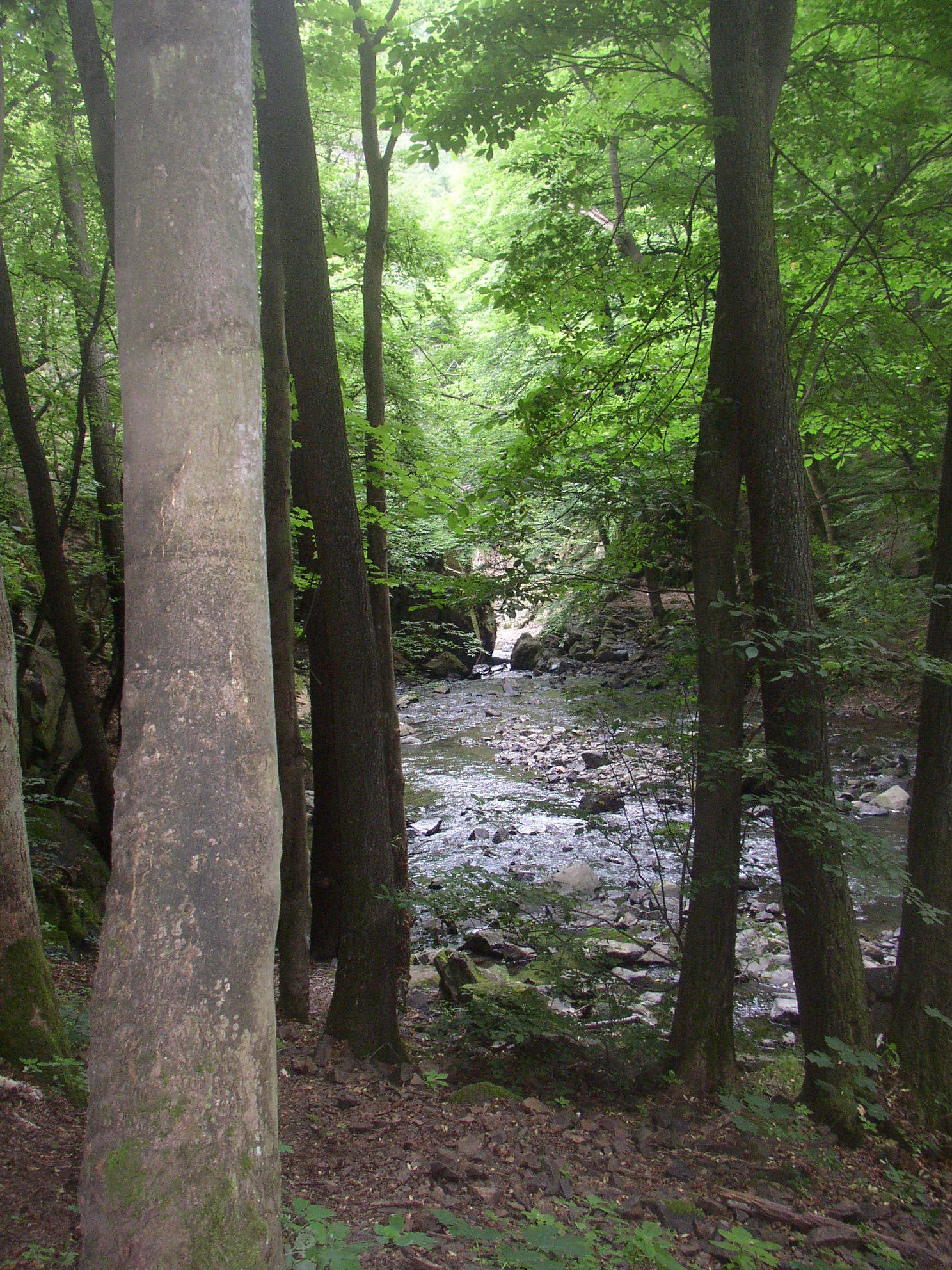
Úzká skalní průrva Zbirožského potoka bezprostředně nad jezírky

Okolní skalní stěny a prahy tvoří odolné tmavošedé horniny sopečného původu – dacity. V nich vznikly vertikální pukliny, podél těch se začaly rozrušovat a uvolňovat horniny a došlo k proříznutí soutěsky. Ta byla později v nejužším místě zahrazena nanesenými balvany a za takto nanesenou hrází vznikla jezírka.

## Vodní režim
Jezírky protéká Zbirožský potok, který je přítokem Berounky. Horní jezírko leží těsně pod Skryjským vodopádem, zčásti je sevřeno mezi skalami a zčásti je k němu přístup otevřený. Dolní leží o několik metrů níže mezi stromy.

## Flora
Ve stinném údolí a na vlhkých stráních v okolí jezírek rostou např. kapradiny, udatna lesní (Aruncus vulgaris) a vraní oko čtyřlisté (Paris quadrifolia).

## Fauna
Z ptáků se zde vyskytuje konipas bílý (Motacilla alba) a horský (Motacilla cinerea). Pod vodou sbírá hmyz skorec vodní (Cinclus cinclus), vzácně zde loví drobné rybky ledňáček říční (Alcedo atthis). Velké množství hmyzu je potravní příležitostí pro pstruhy potoční (Salmo trutta morpha fario), jelce proudníky (Leuciscus leuciscus) nebo vzácné vranky obecné (Cottus gobio) a raky říční (Astacus astacus). K nejčastějším druhům bezobratlých pod vodní hladinou patří blešivec obecný (Gammarus pulex), pod kameny se vyvíjí nymfy jepic (Ephemeroptera), pošvatek (Plecoptera), vážek (Odonata), motýlic (Zygoptera) a chrostíků (Trichoptera).

## Ochrana přírody
Jezírka, vodopád, potok a okolí je chráněno v rámci přírodní rezervace Jezírka, jež je chráněným územím o rozloze 59,5 ha v rámci CHKO Křivoklátsko. Nadmořská výška rezervace se pohybuje od 260 do 430 m. Chráněné území bylo zřízeno vyhláškou CHKO Křivoklátsko ze dne 9. října 1995 s účinností k 1. listopadu téhož roku. Předmět ochrany je definován jako „významná paleontologická lokalita (skryjsko-týřovické kambrium), významná lesní společenstva.“ Nedaleká obec Skryje spolu se svým půvabným okolím jsou také velmi známé jakožto významné paleontologické naleziště zkamenělin, které proslavil věhlasný francouzský badatel a inženýr Joachim Barrande; ve Skryjích je tomuto tématu věnován Památník Joachima Barranda, pobočka rakovnického Muzea TGM.

## Přístup
Mezi jezírky prochází přes potok po lávce modrá turistická značka. Jezírka jsou po ní přístupná ze 3 km vzdálených Skryjí nebo z opačné strany od Podmokelského mlýna (asi 1,5 km).

## Ve filmu
- Tři princezny (2024, režie Tomáš Pavlíček)

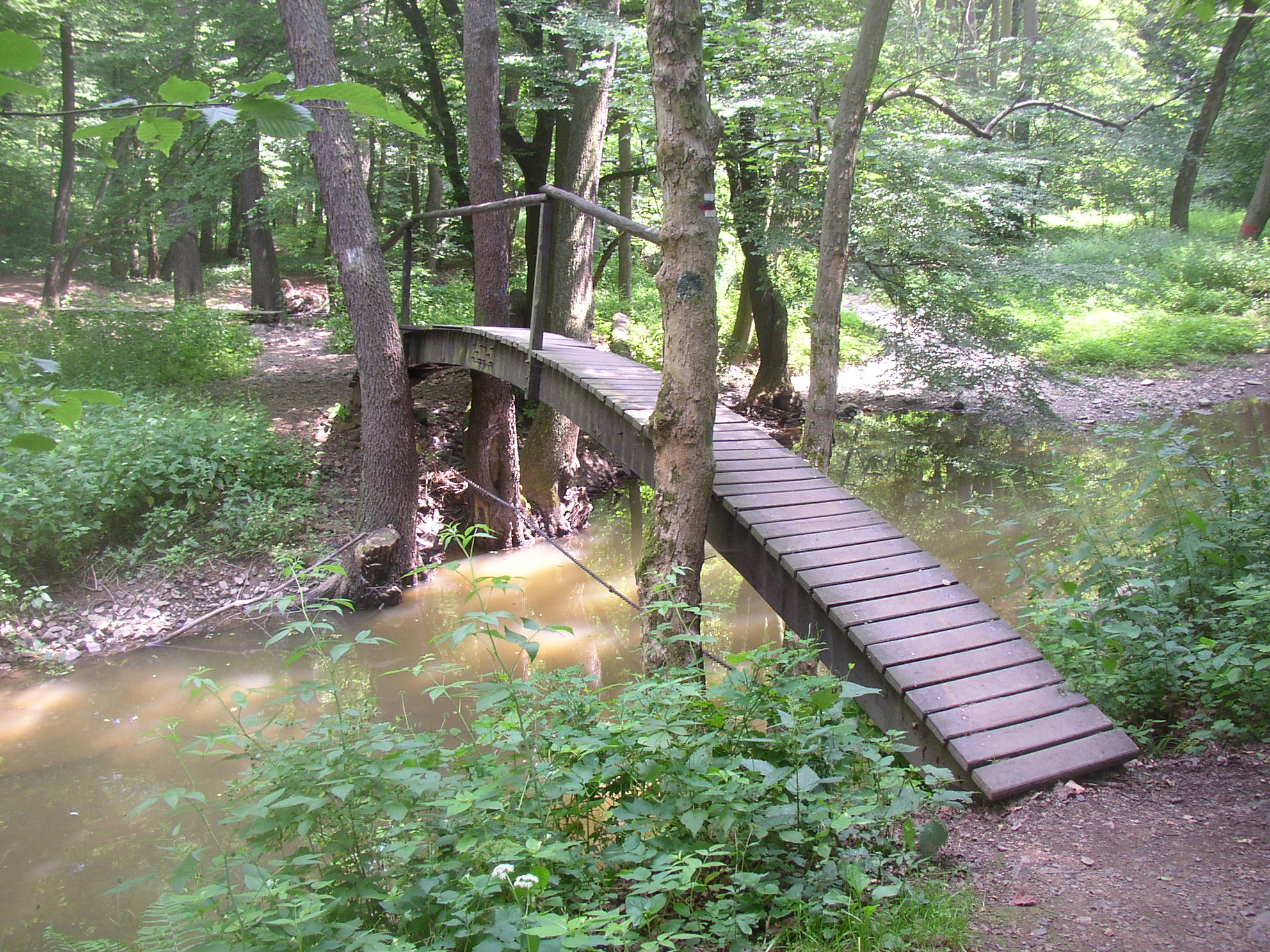
Lávka přes Zbirožský potok poblíž Podmokelského mlýna
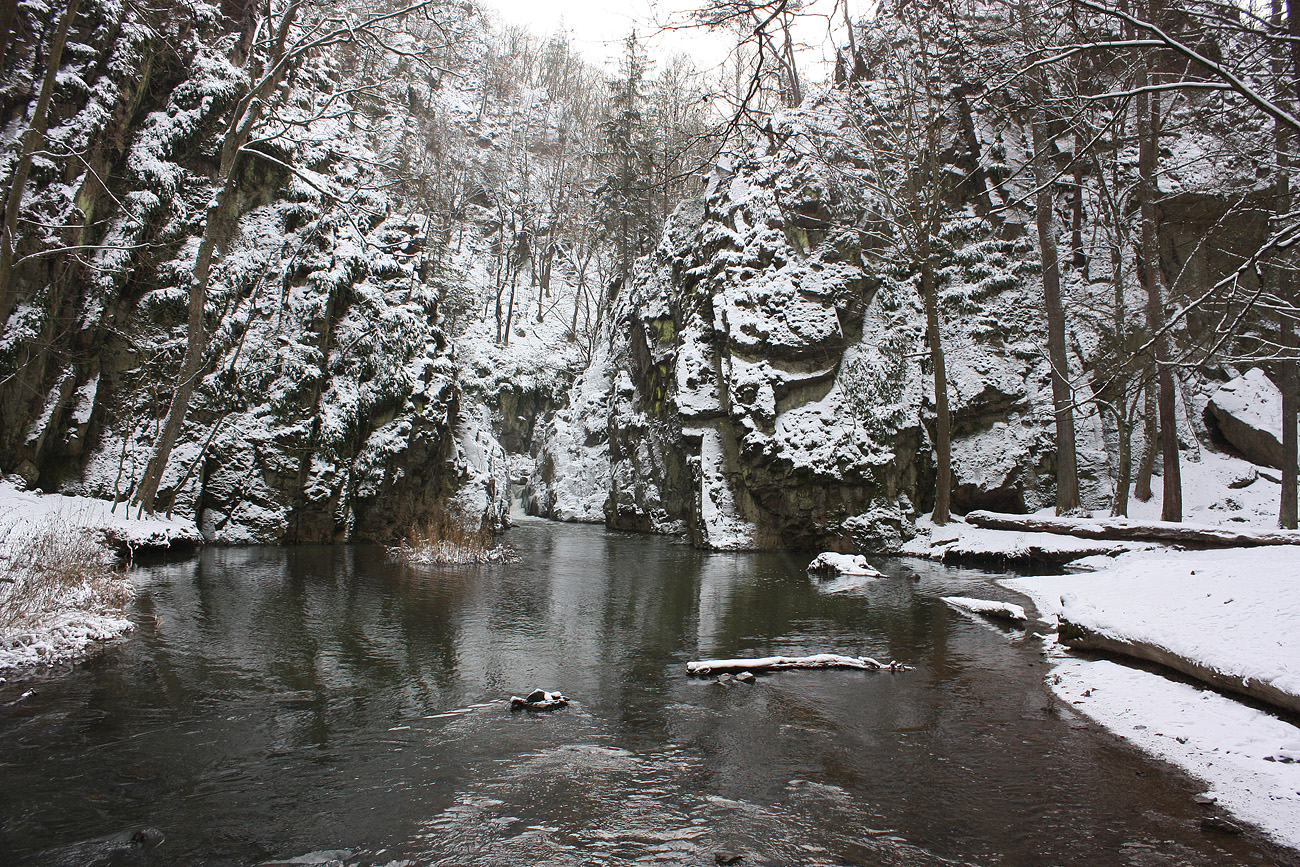
Skryjská jezírka v zimě
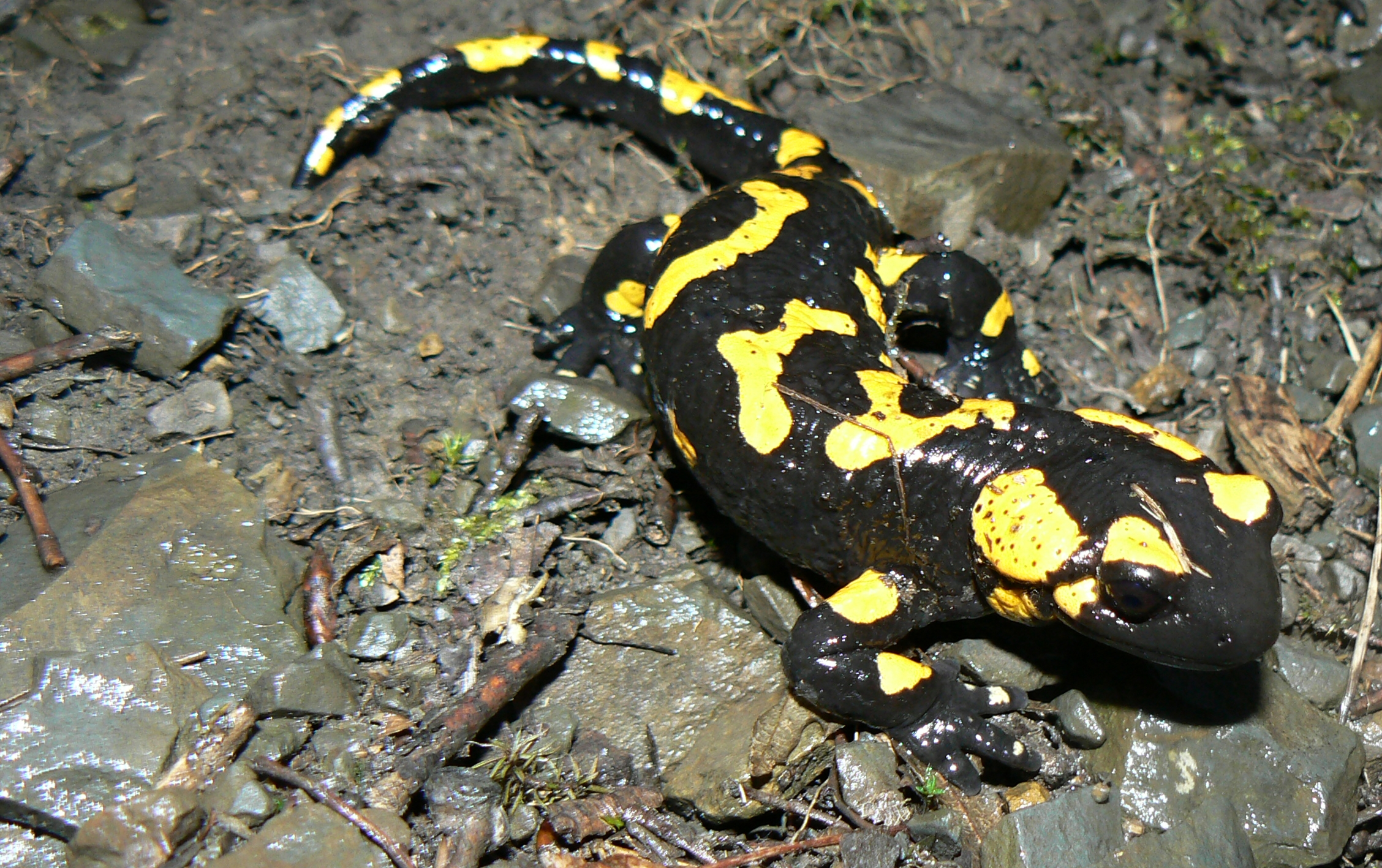
Mlok skvrnitý v přírodní rezervaci
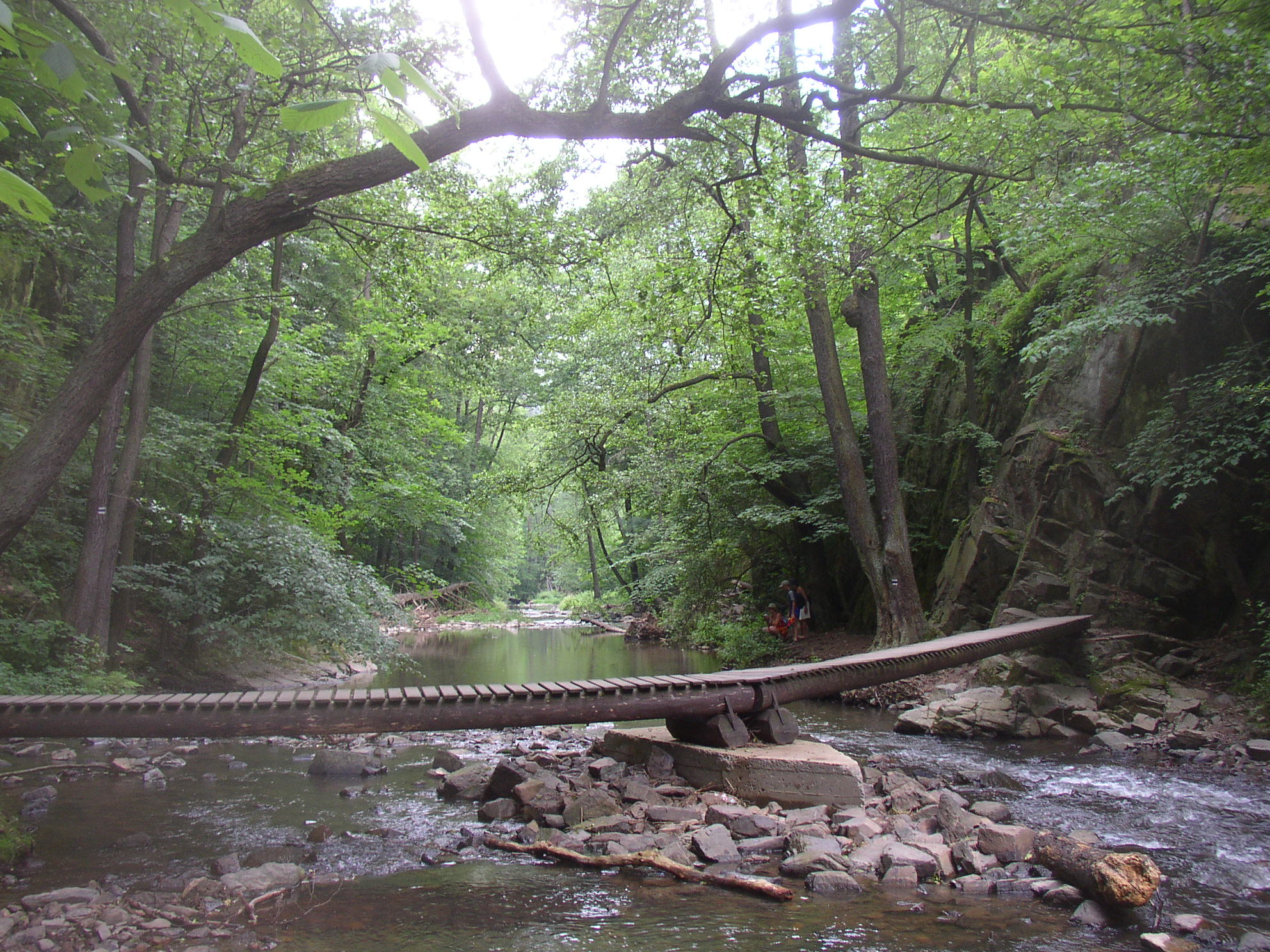
Lávka přes potok u jezírek
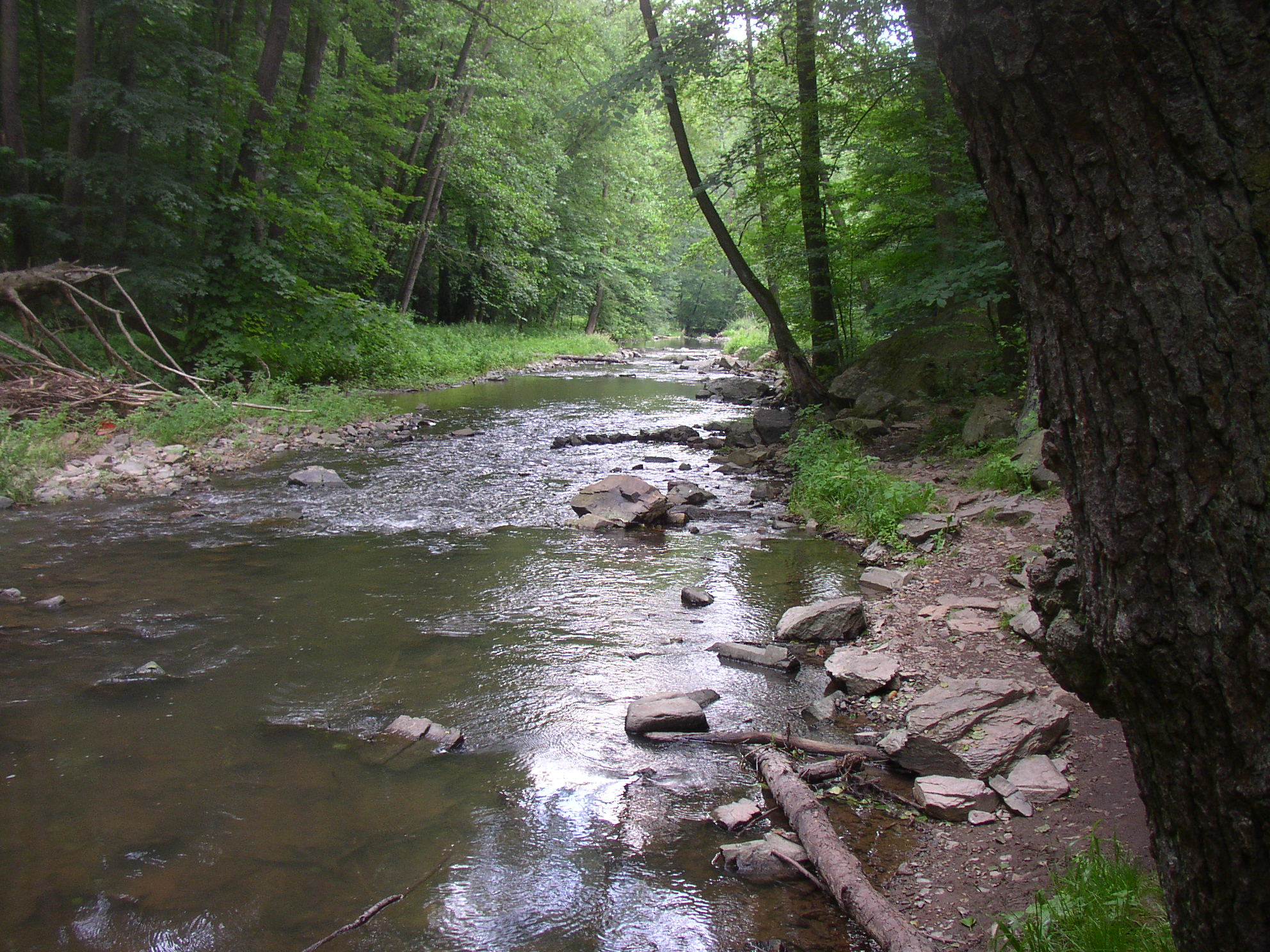
Zbirožský potok pod jezírky